# Duan Yucai
Duan Yucai (en xinès: 段玉裁; en pinyin: Duàn yù cái) (1735 - 1815), nom de cortesia Ruoying (en xinès: 若膺; en pinyin: Ruò yīng), va ser un filòleg xinès de la dinastia Qing. Va fer grans contribucions a l'estudi de la fonologia històrica xinesa, i és conegut per les seves anotacions del Shuowen Jiezi.
Natural de Jintan, ell va dimitir del seu càrrec governamental als 46 anys per concentrar-se en els seus estudis. Duan Yucai era un estudiant de Dai Zhen, ell va dividir les rimes sil·làbiques del xinès antic en 17 grups. Va suggerir que "els caractèrs que comparteixen el mateix component fonètic pertanyin al mateix grup de rimes sil·làbiques [com va deduir de l'esquema de rimes de Shijing]" (同聲必同部). També va suggerir que no es perdés cap to de l'antic xinès.
El seu monumental Shuowen Jiezi zhu (說文解字注 "Anotacions de Shuowen Jiezi"), que va tardar trenta anys a completar, va ser publicat poc després de la seva mort (el 1815). Wang Niansun, en el seu prefaci al treball, diu que "han estat 1.700 anys perquè aparegués un treball de la mateixa qualitat" (蓋千七百年來無此作矣), suggerint que aquest és el més gran treball de filologia xinesa des de Shuowen Jiezi, el qual fou publicat durant el segle ii dC.